# Monarchy of Roses
Monarchy of Roses е сингъл на американската рок група Ред Хот Чили Пепърс. Това е вторият издаден сингъл от албума I'm With You. Песента излиза на 7 октомври 2011 година.
На 4 ноември 2011 се появява и видеоклип към песента.

## Формати и съдържание
За Япония
1. Monarchy of Roses (Album Version) – 4:14

UK промо сингъл
1. Monarchy of Roses (Album Version) – 4:14
2. Monarchy of Roses (Radio Edit) – 3:43
3. Monarchy of Roses (Instrumental) – 4:12

Европейска версия
1. Monarchy of Roses (Album Version) – 4:14
2. Monarchy of Roses (Radio Edit) – 3:43

## Класации
| Класация (2011–12)                    | Върхова позиция |
| ------------------------------------- | --------------- |
| Канада (алтернативен рок)             | 4               |
| Канада (Рок музика)                   | 8               |
| Япония (Топ 100)                      | 31              |
| Полша – сингли                        | 35              |
| САЩ алтернативна музика (Billboard)   | 4               |
| САЩ Mainstream Rock Songs (Billboard) | 16              |
| САЩ Рок музика (Billboard)            | 7               |